# Anomis capensis
Anomis capensis là một loài bướm đêm trong họ Erebidae.